# Bröhan-Museum
Il Bröhan-Museum (Landesmuseum für Jugendstil, Art Deco und Funktionalismus (1889-1939)) è un museo di Berlino, sito nel quartiere Charlottenburg. L'edificio che ospita il museo, come anche il vicino Museum Berggruen, è in stile neoclassico ed era precedentemente usato come caserma.

## Collezione
Il museo ospita la collezione raccolta a partire dal 1966 da Karl H. Bröhan, il quale iniziò a raccogliere opere d'arte in stile Art Nouveau e Art Déco. Numerosi sono i dipinti legati alla secessione di Berlino, come ad esempio opere di Karl Hagermeister e Hans Baluschek. La collezione comprende anche mobili, ceramiche, vetrerie. Ogni sala del museo è dedicata ad un singolo artista.